# Libnotes (Libnotes) consona
Libnotes (Libnotes) consona is een tweevleugelige uit de familie steltmuggen (Limoniidae). De soort komt voor in het Australaziatisch gebied.